# Poesiförlaget
Poesiförlaget var ett svenskt bokförlag som startades i februari 1973 av Ellinor Bydemar och Eric Fylkeson.

## Historik
Enligt förlagets egen utsaga startades förlaget för att ”fylla en tung talande tystnad och som en möjlighet att ge ut lyrik som de stora förlagen inte vågar eller vill ge ut”. Till första årets utgivning hörde Bruno K. Öijers numera högt värderade debut Sång för anarkismen, liksom förläggaren Eric Fylkesons egen debut som poet med Barnet och kriget. Udda titlar med seriösa tolkningar av sångtexter av såväl David Bowie som Marc Bolan publicerades också. Året efter utgavs dikter av Anselm Hollo för första gången i Sverige, Mannen i trädtoppshatt i Gunnar Hardings tolkning. I samarbete med Bo Cavefors bokförlag utkom 1975 en omfattande volym Dylan-tolkningar av Bruno K. Öijer och Eric Fylkeson illustrerade av Leif Elggren. Två tidskrifter svarade förlaget också för under några år, Drakörat (1973) och Feber (1973-1975).
Poesiförlaget samarbetade för övrigt med konstnärsgruppen Vesuvius i vilken förläggaren själv Eric Fylkeson ingick tillsammans med Bruno K. Öijer och Per-Erik Söder, samt bildkonstnären Leif Elggren.

## Utgivning

### 1973–78
- Marc Bolan: Poetisk boogie, dikter / sångtexter tolkade av Eric Fylkeson (1973)
- David Bowie: Den moderna människans memoarer, dikter / sångtexter tolkade av Eric Fylkeson (1973)
- Bob Dylan, låtar tolkade av Bruno K. Öijer och Eric Fylkeson och illustrerade av Leif Elggren (utgiven i samarbete med Bo Cavefors bokförlag, 1975)
- Elggren/Fylkeson: Summertime, en diktaffisch (1974)
- Eric Fylkeson: Barnet och kriget (1973)
- Fylkeson/Öijer/Söder: Vesuvius, en diktantologi illustrerad av Leif Elfgren (1974)
- Bengt Eriksson: Schlagerdikter & Rock 'n’ roll-lyrik (1974)
- Peter Falck: Premiär (1975)
- Paul Fried/Kjell Palmers: Nacksving! Två elektriska poeter (1975)
- Anselm Hollo: Mannen i trädtoppshatt, i tolkning av Gunnar Harding (1974)
- Per Holmer: motbok (1973)
- Alf Kåre: Vattnet (1975)
- Vaslav Nijinskij: Vid kanten av ett stup, dagbok översatt av Mikael Ejdemyr (1978)
- Per-Erik Söder: Dikter utan nåd (1974)
- Bruno K. Öijer: Sång för anarkismen (1973)